# Brit páncélos cirkálók

## Történetük

Páncélos cirkáló vértezetének sematikus rajza: a piros vonallal jelölt felső és alsó páncélfedélzeteket a hajó oldalpáncélzata kapcsolja össze, létrehozva a központi citadellát. A szürke mezők pedig a szénraktárakat jelölik, a megtöltött szénraktárak defenzív funkciót is elláttak, oltalmazták a hajógépeket és a lőszerkamrát. A gépház a kétoldalt lehajló alsó páncélfedélzet és a dupla hajófenék között helyezkedik el.

1875-ben szolgálatba állt a világ első páncélos cirkálója, az 5031 tonnás orosz General-Admiral (Генерал-Адмирал), az erős egység és testvérhajója, a Gerzog Edinburgszkij (Герцог Эдинбургский)  komoly kihívás volt a Royal Navy számára, melyet csak még erősebb brit páncélos cirkálók megépítésével lehetett ellensúlyozni. Rövidesen Franciaország és Németország új páncélos cirkálói is fenyegetést jelentettek. A brit Admiralitás tisztában volt vele, hogy a Royal Navy elsöprő fölénye miatt nem elsősorban a nyílt hajócsaták, hanem a világtengereket uraló Nagy-Britannia létfontosságú kereskedelmi útvonalai elleni, portyázó cirkálók és egyéb hadihajók által tömegesen folytatott utánpótlási háború képezi az igazi veszélyt. A 18. század és a forradalmi és napóleoni háborúk során Franciaország már folytatott ilyen guerre de course hadviselést. Az első és a második világháború folyamán pedig Németország tette ezt, de tengeralattjáróival. A páncélos cirkálók (vagy I. osztályú cirkálók) a kor legerősebb hadihajóinál, a sor- illetve csatahajóknál általában kisebbek, tüzérségük és páncélzatuk is jóval gyengébb, de gyorsabbak, sebességük 20 csomó fölötti, 10 - 15 000 tonnáig terjedő vízkiszorítással. A brit páncélos cirkálók feladata háború esetén a tengerek feletti ellenőrzés fenntartása, a létfontosságú kereskedelmi útvonalak és a gyarmatbirodalommal való összeköttetés zavartalan biztosítása, az ellenséges flották óceánokon portyázó, páncélos és védett cirkálóinak leküzdése, a saját csatahajóflotta kísérete és annak számára felderítő feladatok ellátása.Szükség esetén a csatasorba is beállíthatóaknak kellett lenniük. Mint minden hadihajó kategóriában, így a páncélos cirkálók esetében is, a britek mind a mennyiség, mind a minőség tekintetében nagy fölényre törekedtek a többi nagyhatalommal szemben.  A Royal Navy igen nagyszámú páncélos cirkálóval rendelkezett, 1873-tól 1909-ig összesen 47 egység épült, ezek közül 34 vett részt az első világháborúban, a legrégebbi egységeket addigra leselejtezték. A Royal Navy csak nagy méretű, I. osztályú páncélos cirkálókat állított szolgálatba, ellentétben más tengeri hatalmakkal, amelyeknél kisebb, II. osztályú egységek is épültek. Az Orlando osztályú egységek elkészülte után egy hosszabb szünet következett a brit páncélos cirkálók építésében, ugyanis az Admiralitás részletes összehasonlító vizsgálatok után úgy találta, hogy az egyetlen páncélfedélzettel ellátott, oldalpáncélzat és övvért nélküli, egyszerűbb konstrukciójú, olcsóbb védett cirkálók a megfelelőbb típusok az akkor még csak igen keskeny, kis felületű övvérttel rendelkező páncélos cirkálóknál. Az 1890-es évek végére azonban a páncélgyártásban nagy minőségi előrelépés történt. Immár lehetségessé vált olyan páncéllemezek gyártása, melyekkel a hajók oldalait nagy felületen fedve ellenállóvá tették azokat a 152 mm-es lövegek tüzével szemben, egyúttal a páncélos cirkáló nagysága és ára is elfogadható keretek között maradhatott. A Royal Navy tehát a védett cirkálók építésével felhagyva ismét páncélos cirkálók tervezésébe foghatott, ezek közül az első hadrendbe állított típus, a Cressy lett. Az egymást követő osztályokon nyomon követhető a páncélos cirkáló evolúciója. A fő lövegeket előbb csak nyitott barbettákban, majd lövegpajzsok mögött helyezték el, végül páncéltornyokba kerültek. Természetesen folyamatosan nőtt a sebesség, a hatósugár és a tűzerő, javult a páncélzat színvonala is. Az első csatahajó, a forradalmi jelentőségű HMS Dreadnought megépítését (1905-1906) követően a flotta főparancsnoka (First Sea Lord), John Fisher (1841-1920) admirális egy újabb nehéz hadihajótípus megépítése mellett döntött, mely a Dreadnought tűzerejével és egy cirkáló sebességével rendelkezett, s a vértezete elfogadható védelmet nyújtott a páncélos cirkálókra szerelt közepes kaliberű ágyúk tüze ellen. Ez lett a csatacirkáló, melyből az elsők, az Invincible osztály három egysége 1906-1909 között készült el, egy csapásra reménytelenül elavulttá téve az összes létező páncélos cirkálót, melyek építése ezt követően le is állt. A brit páncélos cirkálókat háborús veszteségek és balesetek is érték. Az HMS Bedford 1910.08.21-én hajótörést szenvedett Kínában és leselejtezték. Az HMS Cressy-t, az HMS Aboukir-t és az HMS Hogue-t az Otto Weddigen parancsnoksága alatt álló U-9 német tengeralattjáró süllyesztette el. Az első világháborúban az HMS Good Hope és az HMS Monmouth 1914.11.1-én a Coroneli-foki csatában a német SMS Scharnhorst és SMS Gneisenau páncélos cirkálók, valamint az SMS Nürnberg, SMS Leipzig és SMS Dresden könnyűcirkálók áldozata lett. Az HMS Argyll 1915.10.28-án hajótörést szenvedett, le kellett selejtezni. Az HMS Natal 1915.12.31-én lőszerkamrájának felrobbanása miatt veszett oda. Három páncélos cirkáló, az HMS Warrior, az HMS Black Prince és az HMS Defence a jütlandi csatában semmisült meg, német csatahajók és csatacirkálók 280 és 305 mm-es nehézlövegeinek tüzében. Az HMS Drake-t német tengeralattjáró torpedózta meg 1917.10.2-án, a hajó elsüllyedt. Az HMS Cohrane pedig  1918.11.14-én hajótörést szenvedett. Röviddel az első világháború befejezését követően megkezdődött a páncélos cirkálók leselejtezése a Royal Navy állományából, az utolsó egységek 1920-ban kerültek a  szolgálatból való kivonásra, néhányat iskolahajóként használtak tovább.

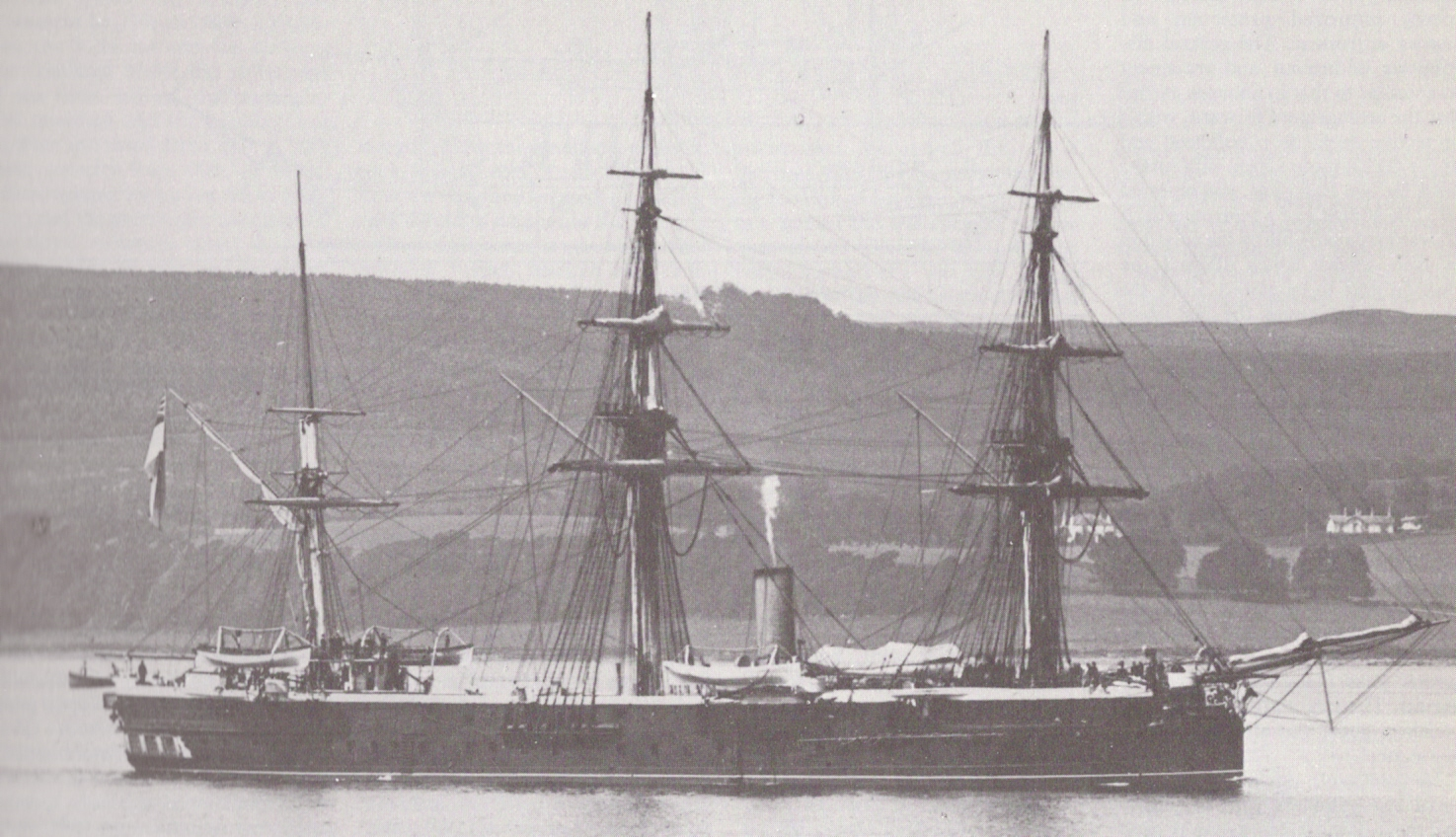
Az első brit páncélos cirkáló, az HMS Shannon 1881-es felújítását követően.

## Shannon osztály

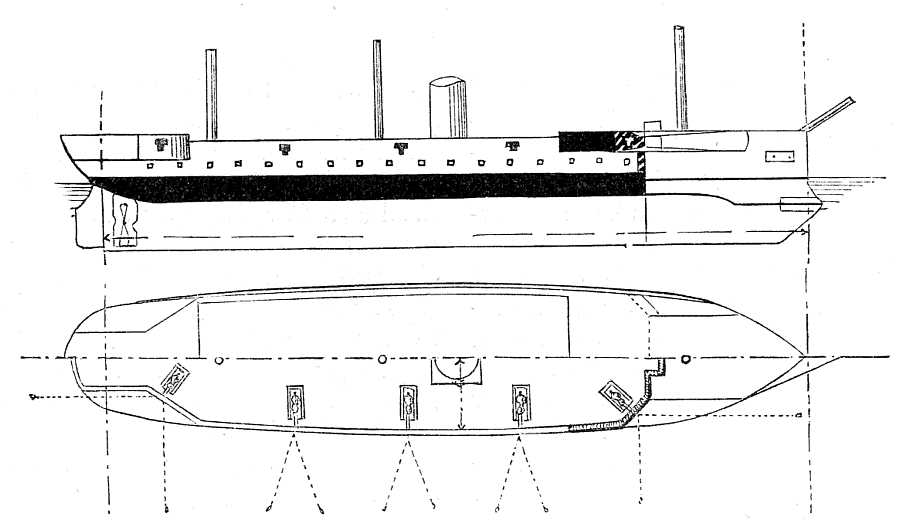
Az HMS Shannon páncélos cirkáló tervrajza 1875-ből. Feketével látható az oldalpáncélzat, a fedélzeten ábrázolták a lövegek elhelyezkedését és lehetséges tüzelési szektorukat is.

A gőzgép mellett még vitorlázattal is ellátott, 5670 tonnás HMS Shannon volt az első brit páncélos cirkáló, szintén az első, amely páncélfedélzettel rendelkezett, s az utolsó bevonható propellerrel ellátott angol hadihajó. 1877-ben állt szolgálatba, válaszul a két orosz General-Admiral osztályú páncélos cirkáló jelentette fenyegetésre.

## Nelson osztály
A Nelson osztály két egységből állt (HMS Nelson, HMS Northampton): szintén rendelkeztek teljes vitorlázattal, vízkiszorításuk 7473–7630 tonna között mozgott, 1874 és 1881 között épültek meg.

## Imperieuse osztály
Az Imperieuse osztály egységei(HMS Imperieuse, HMS Warspite) voltak az utolsó, vitorlázattal ellátott brit páncélos cirkálók 1881-1888 között épültek, vitorláikat az 1880-as évek végén eltávolították.

## Orlando osztály
Az Orlando osztály (HMS Orlando, HMS Australia, HMS Undaunted, HMS Narcissus, HMS Galatea, HMS Immoralité, HMS Aurora) hét közepes méretű, 5600 tonnás páncélos cirkálója 1885 és 1889 között épült meg. Feladatuk az egész világra kiterjedő brit tengeri kereskedelmi útvonalak fokozott védelme és ellenőrzése volt. Technológiailag komoly előrelépést jelentettek a korábbi típusokhoz képest. 1905-1907 között selejtezték le őket. Fegyverzetük: 2 x 234 mm és 10 X 152 mm löveg, 6 x 457 mm torpedóvetőcső. Szolgálatba állításuk után hosszabb szünet következett a brit páncélos cirkálók építésében, helyettük inkább nagy méretű védett (páncélfedélzetes) cirkálókat építettek.

## Cressy osztály
A Cressy osztály (HMS Cressy, HMS Sutlej, HMS Abukir, HMS Hogue, HMS Bacchante, HMS Euryalus) hat egységből állt. Az 1890-es évek végére a páncélgyártásban nagy előrelépés történt. Immár lehetségessé vált olyan páncéllemezek gyártása, melyekkel a hajók oldalait fedve ellenállóvá tették azokat a 152 mm-es lövegek tüzével szemben, egyúttal a páncélos cirkáló nagysága és ára is elfogadható keretek között maradhatott. A Royal Navy ezért a védett cirkálók építésével felhagyva ismét páncélos cirkálók tervezésébe foghatott. A Cressy osztály hat nagy méretű, 12 000 tonnás egysége két egylöveges páncéltoronyba szerelt 234 mm-es löveggel, 12 x 152 mm-es löveggel és 2 db 457 mm-es torpedóvető csővel volt felszerelve.

## Drake osztály
Drake osztály (brit páncélos cirkálótípus)